# Visor från när och fjärran
Visor från när och fjärran är ett musikalbum från 2011 med den svenska vissångerskan CajsaStina Åkerström.

## Låtlista
1. Plogen (Víctor Jara/Cornelis Vreeswijk) – 4:08
2. Det fönstret som lyste (Evert Taube) – 1:54
3. Det förskräckliga levernet på kaféet (Torgny Björk/Gustaf Fröding) – 4:18
4. Dejtingvisa (CajsaStina Åkerström) – 3:02
5. Första torpet (Evert Taube) – 3:32
6. Fimpen och tändstickan (Ruben Nilson) – 3:39
7. Önskevisa (Ruben Nilson) – 2:55
8. Den tänkande lantbrevbäraren (Gunnar Turesson/Hjalmar Gullberg) – 3:10
9. Jag minns dig Amanda (Víctor Jara/Cornelis Vreeswijk) – 2:25
10. Höst (CajsaStina Åkerström) – 3:07
11. Berceuse (Andre Bjerke/Finn Kalvik/Fred Åkerström) – 3:28

## Medverkande
- CajsaStina Åkerström – sång
- Nils-Petter Ankarblom – piano, tramporgel
- Backa-Hans Eriksson – bas, gitarr, mandolin

## Mottagande
Skivan fick ett ganska svalt mottagande när den kom ut med ett snitt på 3,1/5 baserat på fyra recensioner.
 

## Listplaceringar
| Lista (2011) | Topplacering |
| ------------ | ------------ |
| Sverige      | 18           |